# Josef Toufar
Josef Toufar (ur. 14 lipca 1902, zm. 25 lutego 1950) – katolicki ksiądz, ofiara reżimu komunistycznego w Czechosłowacji, Sługa Boży Kościoła katolickiego.

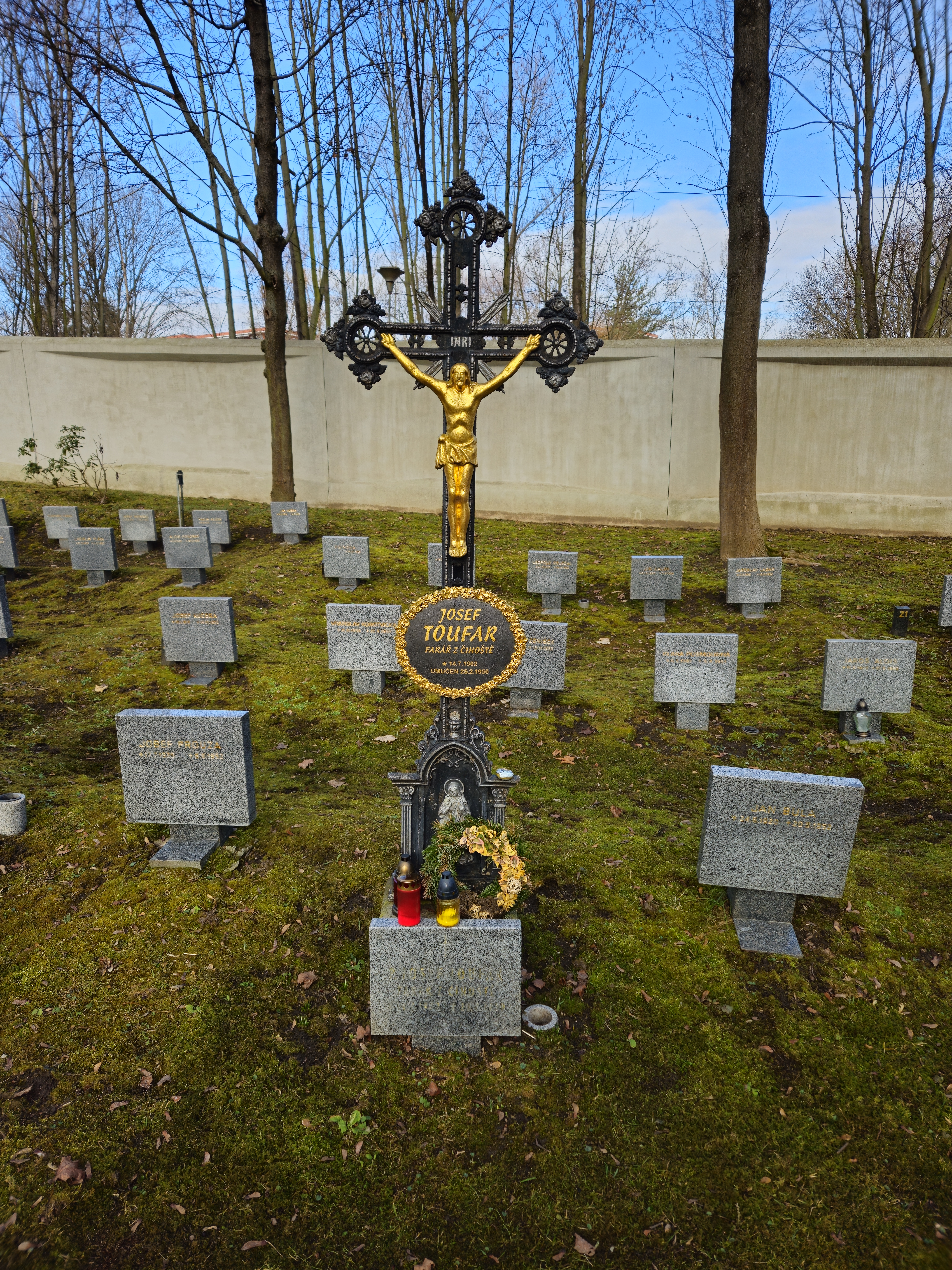
Miejsce honorowego pochówku rozstrzelanych i zamordowanych w latach 50. – trzeci opór (Cmentarz Ďáblický, pomnik Josefa Toufara)

Z zawodu będąc stolarzem, święcenia przyjął dopiero w wieku 38 lat. W styczniu 1950 roku oskarżono go o zainscenizowanie tzw. cudu čihostskiego (od nazwy miejscowości Číhošť, gdzie był proboszczem). Według relacji świadków, w trakcie mszy św. 11 grudnia 1949 roku poruszył się kilkakrotnie na boki półmetrowy krzyż ołtarzowy. Cud miał się powtórzyć na Boże Narodzenie. Szerząca się wieść o cudzie zainteresowała służby bezpieczeństwa (Státní bezpečnost), w wyniku czego 29 stycznia 1950 proboszcza uwięziono i przewieziono do Pragi.
W trakcie brutalnych przesłuchań próbowano go zmusić do podpisania przyznania się do wykorzystywania seksualnego dzieci oraz do skrytego poruszania krzyżem. Ekspertyzy sądowe w latach 90. wykazały, że zeznanie zostało sfabrykowane w całej rozciągłości. Dochodzenie ujawniło również, że chłopcy, którzy mieli być molestowani przez ks. Toufara, zostali groźbami zmuszeni do podpisania oskarżających zeznań. Nie udało się ponadto odkryć przyczyny poruszania się krzyża. Wymyślony i sfabrykowany przez komunistyczne władze mechanizm poruszający, w testach wykazał niemożliwość jego działania. W kościele nie znaleziono żadnych pozostałości czy śladów jakiegokolwiek mechanizmu.
25 lutego księdza Toufara odwieziono w stanie krytycznym do praskiego szpitala, gdzie zmarł tego samego dnia, nie odzyskawszy przytomności. Na żądanie StB w karcie zgonu jako powód wpisano pęknięcie wrzodu. Osiemnaście lat później asystujący lekarz, dr František Mauer, wyjawił, że proboszcz Toufar został zatłuczony na śmierć i nie można go było uratować w trakcie operacji.
Rodzinie proboszcza oznajmiono śmierć dopiero po czterech latach od tego wydarzenia. Ciało pochowano w zbiorowej mogile. Przesłuchujący Ladislav Mácha został ukarany tylko naganą za niepowodzenie w przesłuchaniu. Z powodów zdrowotnych nie został ukarany więzieniem.
Komunistyczne władze cud wykorzystały do antykościelnej propagandy. Nakręcono film propagandowy Biada temu, przez którego przychodzi zgorszenie (cz. Běda tomu, skrze něhož přichází pohoršení). W filmie miał grać sam proboszcz, ale z przyczyn fatalnego stanu zdrowia, rolę odegrał znany z procesów antykościelnych prokurator Karel Čížek. Film został rozprowadzony w rekordowej ilości kopii, ale został tak fatalnie wykonany, że był mało wiarygodny nawet dla słabo wyrobionych widzów. Później powstała jeszcze książka propagandowa.
Po upadku komunizmu o čihostskim proboszczu czeska telewizja nakręciła film In nomine Patris. Film w sposób realistyczny odtwarza prawdziwą wersję zdarzeń.
W 2013 rozpoczął się jego proces beatyfikacyjny.

## Odznaczenia
28 października 2014 czeski prezydent Miloš Zeman pośmiertnie odznaczył go Medalem Za zasługi I stopnia.